# 萨拉齐镇
萨拉齐镇是中华人民共和国内蒙古自治区包头市土默特右旗下辖的一个乡镇级行政单位，是土右旗人民政府所在地。

## 历史沿革
清乾隆六年（1741年，一说乾隆四年）置萨拉齐协理通判厅。辛亥革命后，全国废府州厅改县，于1912年改为“萨拉齐县”，屬山西省，驻萨拉齐镇。1928年后，属綏遠省。1958年5月25日萨拉齐县撤销，原萨拉齐县西部的杨圪楞、鄂尔圪逊、沙尔沁、大巴拉盖等4个乡划归包头市，其余行政区域划归土默特旗，土默特旗驻萨拉齐镇。1965年土默特旗撤销分设为土默特右旗和土默特左旗，土默特右旗驻萨拉齐镇。儘管薩拉齊縣已撤銷，河套一帶的人仍然習慣以「薩拉齊」來稱呼這片區域，以及當地人的口音、民風等特徵。

## 行政区划
萨拉齐镇下辖以下地区：
振华社区、花苑社区、影院社区、后炭社区、柴火市社区、回民社区、和平社区、兴隆社区、交通社区、东胜社区、建设社区、团结社区、大东村、建新村、太平村、和平村、大北村、复兴村、后炭村、吴坝村、朱尔圪岱村、范虎营村、下茅庵村、上茅庵村、王光亮村、大袄兑村、公盖营村、王庆营村、小袄兑村、小场库仑村、上榆树营子村、下榆树营子村和西老藏营村。

## 交通
- 京包铁路：萨拉齐站

## 外部連結
- 行政区划网 （页面存档备份，存于） - www.xzqh.org